# Stanislav Aubrecht
Stanislav Aubrecht (* 19. září 1966, Plzeň) je český herec, muzikálový producent a podnikatel.

## Život
Narodil se 19. září roku 1966 v PLzni. V roce 1985 si zahrál svojí nejznámější filmovou roli Jardy Pávka v československém filmu Vesničko má středisková. O rok později absolvoval státní pražskou konzervatoř. Jeho spolužáci byli například Michal Suchánek a Sagvan Tofi.
Po škole se několik let živil jako herec. Zahrál si v seriálu Dlouhá bílá stopa, ve filmech Stav ztroskotání, Jak básníkům chutná život a v Tankovém praporu, který po uvedení do kin zaznamenal velký divácký úspěch. Působil v hudebním divadle v Karlíně, v divadle na Vinohradech a v divadle v Plzni.
Hereckou kariéru ukončil a začal se věnovat produkci muzikálů. V roce 1997 se mu narodil syn Václav, který vystudoval Lékařskou Fakultu UK
Dva roky sváděl boj s leukémií. Podstoupil chemoterapii a nemoc ustoupila.
Se svoji manželkou vedl divadlo, ve kterém uváděl muzikály Jesus christ Superstar, Evita, Cats. Manželé se později rozvedli. Později provozoval úspěšnou restauraci U Čiřiny. Kvůli pandemii covidu-19 musel restauraci zavřít.
Od konce s restaurací se věnuje designu dřeva a železa a skla. Na hereckou kariéru nezanevřel a občas si zahraje menší seriálovou nebo filmovou roli. V roce 2024 si zahrál ve filmu Jedna noc.

## Filmografie

### Filmy
- Stav ztroskotání (1983)
- Kluk za dvě pětky (1983)
- Čas zrání (1984)
- Vesničko má středisková (1985)
- Motovidla (1987)
- Jak básníkům chutná život (1987)
- Giroflé - Giroflá (1990)
- Tankový prapor (1991)
- Jedna noc (2024)

### Televize
- Dlouhá bílá stopa (1982)
- Bakaláři (1983–1986)
- Případ pro zvláštní skupinu (1989)
- Gympl s (r)učením omezeným (2012)
- Modrý kód (2019)
- Ulice (2022)